# كولبين سيغبورسون
كولبين سيغبورسون (بالأيسلندية: Kolbeinn Sigþórsson؛ المولود 14 مارس 1990) هو لاعب كرة قدم آيسلندي يلعب حاليًا مع نادي نانت الفرنسي والمنتخب الآيسلندي في مركز الهجوم.

## المسيرة الدولية

### يورو 2016
يوم 27 يونيو 2016، سجل كولبين هدف آيسلندا الثاني ضد إنجلترا في دور الستة عشر في ملعب أليانز ريفييرا لتفوز بذلك آيسلندا بنتيجة 2–1 وتتأهل إلى ربع النهائي. سجل سيغبورسون هدف فريقه الأول في مباراة ربع النهائي التي جمعته بفرنسا والتي خسرتها آيسلندا بنتيجة 5–2.

## روابط خارجية
- كولبين سيغبورسون على موقع الاتحاد الدولي (مؤرشف)  (الإنجليزية)
- كولبين سيغبورسون على موقع الاتحاد الأوربي (الإنجليزية)
- كولبين سيغبورسون على موقع اتحاد السويد (السويدية)
- كولبين سيغبورسون على موقع قاعدة بيانات كرة القدم.إي يو (الإنجليزية)
- كولبين سيغبورسون على موقع بيانات كرة القدم. دي إي (الألمانية)
- كولبين سيغبورسون على موقع ليكيب (الفرنسية)
- كولبين سيغبورسون على موقع ناشيونال فوتبول تيمز (الإنجليزية)
- كولبين سيغبورسون على موقع Soccerbase.com (لاعب) (الإنجليزية)
- كولبين سيغبورسون على موقع Soccerway.com (الإنجليزية)
- كولبين سيغبورسون على موقع عالم كرة القدم.نت (الإنجليزية)